# 楊濤 (進士)
楊 涛（よう とう、中国語: 楊濤）は、清の官人。本貫は貴州黎平府。進士出身。
1799年（嘉慶4年）、己未科進士に及第した。庶吉士として選ばれ、官は翰林院検討となった。後に翰林院編修に昇任した。